# 鎌島
鎌島（かまじま）は、愛知県弥富市の地名。

## 地理
弥富市旧弥富町中央部に位置する。西は森津、北は平島新田に接する。

## 歴史

### 人口の変遷
国勢調査による人口および世帯数の推移。
| 1995年（平成7年）  | 264世帯 990人 |  |
| 2000年（平成12年） | 267世帯 931人 |  |
| 2005年（平成17年） | 276世帯 895人 |  |
| 2010年（平成22年） | 280世帯 873人 |  |
| 2015年（平成27年） | 281世帯 837人 |  |

### 沿革
- 慶安元年 - 当地の木村忠兵衛と蟹江本町村在の鈴木四郎左衛門により開発され、尾張国海西郡の尾張藩領佐屋代官所の鎌島新田村となる[2]。
- 1878年（明治11年） - 島名新田村の一部を編入する[2]。
- 1889年（明治22年） - 大藤村大字鎌島新田となる[2]。
- 1906年（明治39年） - 鍋田村大字鎌島新田となる[2]。
- 1937年（昭和12年） - 鍋田村大字鎌島となる[2]。
- 1955年（昭和30年） - 弥富町大字鎌島となる[2]。
- 2006年（平成18年）4月1日 -  弥富町大字鎌島字四畝割が弥富市鎌島一丁目、字両半割が鎌島二丁目、字走りが鎌島三丁目、字川山が鎌島四丁目、字島名が鎌島五丁目、字市江が鎌島六丁目、字岡田が鎌島七丁目、字両平八が鎌島八丁目、字川田が鎌島九丁目、字三反割が鎌島十丁目にそれぞれ変更される[WEB 10]。

## 施設
- 大藤団地[1]
- 鎌島団地[1]

### WEB
1. ↑  “愛知県弥富市の町丁・字一覧”.   人口統計ラボ. 2022年12月12日閲覧。
2. ↑  総務省統計局 (2017年1月27日). “平成27年国勢調査の調査結果(e-Stat) - 男女別人口及び世帯数 －町丁・字等” (CSV). 2021年7月21日閲覧。
3. ↑  “愛知県弥富市の郵便番号一覧”.   日本郵便. 2022年12月12日閲覧。
4. ↑  “市外局番の一覧” (PDF).   総務省 (2022年3月1日). 2022年3月22日閲覧。
5. ↑  総務省統計局 (2014年3月28日). “平成7年国勢調査の調査結果(e-Stat) - 男女別人口及び世帯数 －町丁・字等” (CSV). 2021年7月20日閲覧。
6. ↑  総務省統計局 (2014年5月30日). “平成12年国勢調査の調査結果(e-Stat) - 男女別人口及び世帯数 －町丁・字等” (CSV). 2021年7月20日閲覧。
7. ↑  総務省統計局 (2014年6月27日). “平成17年国勢調査の調査結果(e-Stat) - 男女別人口及び世帯数 －町丁・字等” (CSV). 2021年7月21日閲覧。
8. ↑  総務省統計局 (2012年1月20日). “平成22年国勢調査の調査結果(e-Stat) - 男女別人口及び世帯数 －町丁・字等” (CSV). 2021年7月21日閲覧。
9. ↑  総務省統計局 (2017年1月27日). “平成27年国勢調査の調査結果(e-Stat) - 男女別人口及び世帯数 －町丁・字等” (CSV). 2021年7月21日閲覧。
10. ↑  弥富市役所 総務部 総務課 行政グループ (2015年2月19日). “弥富市住所一覧  旧弥富町” (pdf).   弥富市. 2023年4月11日閲覧。[リンク切れ]

### 書籍
1. 1 2 3 4  「角川日本地名大辞典」編纂委員会 1989, p. 1899.
2. 1 2 3 4 5 6  「角川日本地名大辞典」編纂委員会 1989, p. 401.